# Palau Querini alla Carità
El Palau Querini alla Carità és un edifici civil venecià, situat al barri de Dorsoduro i amb vistes al Gran Canal entre el Palau Mocenigo Gambara i la Gallerie dell'Accademia. També es coneix com Palau Querini Vianello.

## Història
El palau data del segle XVIII i va ser construït sobre el solar d'una casa gòtica, i ampliat el 1868. Durant molt de temps ha allotjat el Consolat Britànic i actualment és la seu de l'agència de lloguers turístics.

## Arquitectura
Un edifici amb una façana neoclàssica característica que concentra tota la seva importància en la finestra central trifàlica amb balcó, apareix nu i lineal. Els elements que el completen són dos parells de finestres monófores i les finestres dels dos entresols. El portal frontal és quadrangular. Darrere del cos més modern hi ha un petit jardí.